# 3人協力クイズ!シャムロック
『3人協力クイズ!シャムロック』は、日本テレビ系列のクイズ番組。
2008年1月12日に『クイズ!!シャムロック』としてサタデーバリューフィーバーで放送された。その後、同年3月31日21:00-22:48（JST）にゴールデンタイムでも特別番組として放送された。同年6月7日より現在のタイトルに改題されて2カ月限定のレギュラー化、毎週土曜17:00～17:30（JST）に放送された。同年10月6日19:00-20:54に特別番組が放送された。
数字の「3」にかなりこだわった内容となっており、解答者3人の前に巨大な3面のモニターが置かれ、3月の特番では、333問の問題が出題されると称していた。出題範囲は幅広く、芸能、教養、時事、歴史などさまざま。ロゴはタイトルの通り三つ葉のクローバー（シャムロック）があしらわれている。

## 出演者

### MC（シャムロックガールズ）
サタデーバリューフィーバー版
- 山本舞衣子（日本テレビアナウンサー）
- 宮崎宣子（同上）
- 古閑陽子（同上）

全国ネット版
- 馬場典子（日本テレビアナウンサー）
- 宮崎宣子（同上）
- 古閑陽子（同上）

レギュラー版
- 宮崎宣子（日本テレビアナウンサー）
- あとの2人は固定されていない（日本テレビアナウンサー以外になることもある）

2008年10月の特番
- 石川沙織
- 南條有香
- 三浦萌

### ナレーター
- 太田真一郎（出題者。サタデーバリューフィーバー、全国ネット版、レギュラー版第2回以降のナレーションも担当した）
- 佐藤政道（全国ネット版のナレーション）
- 菅谷大介（日本テレビアナウンサー。レギュラー版の出題、ナレーション）
- 佐藤賢治（2008年10月のナレーション）

## クイズ一覧
- 各クイズは原則、1チームずつ挑む形式となっている。

### 穴埋めシャムロック
- 問題が出題された後、モニターに映っているスロットが停止。空白が止まった1人は、空白の中に文字を書き入れて、正解となる言葉や順列等を完成させる。

### グラデーションQ
- 最初に、クイズのテーマを発表。その後、テーマに沿って1枚ずつ写真や問題が右から左へ流れていくので、その写真に写っているものの名前や問題の答えを筆答で答える。
- 解答できるのは、自分の目前（のモニター）に写真がある間のみ。
- 正解した場合は写真が消えて、次の問題が始まる。問題の難易度は少しずつ上がってゆく。
- 10問全て正解するか、3人とも分からず写真が左に流れてしまった時点で終了。
  - 2008年3月の特番では、10問全問正解したら、さらにボーナスステージとして、新たな問題に挑むことができた（後述）。

### タッチDEセレクト
- 最初にテーマが発表された後、7つの選択肢を発表。それぞれの選択肢が、テーマに合致するのか合致しないのか、正しく振り分けていく。
- 1回答えるごとに、7つのうちいくつ正解しているかが表示されるので、それを参考に修正をしていく。7個全て正解でポイントを獲得。
- 解答のチャンスは3回までで、少ない回数で正解するほど高得点である。

### 三択シャムロック
- 問題が出題された後、それぞれモニターに映っている写真が正解か不正解かを、5秒以内に○×のボタンを押して解答。
- 三つの選択肢のうち正解は1つのみ。正解の選択肢だけ○を選んでいて、他の2つで×を選んでいる場合のみ、ポイント獲得。それ以外（2つ以上○を選んだ、3つとも×を選んだ、不正解の選択肢で○を選んだ、時間切れ等）はノーポイント。

### つながりシャムロック
- 一つずつオープンされるヒントから、それらのヒントの共通点を答える。
- ただし、答える権利があるのは、自分の目前のモニターに最新のヒントが映っている人のみ。
- ヒントは6個まで（3人×2個）。少ないヒントで正解するほど高得点となる。

### 漢字シャムロック
- 3人はそれぞれ、目前のモニターに映っている上下2つの漢字の内1文字を、5秒以内に選択。出題された読み仮名の三文字熟語が正しく完成していれば正解となる。

### スクラッチシャムロック
- 9分割（初登場時は6分割）された画面を、左の人から順番に1カ所をこすって削り（削れるのは自分の前の縦1列の3枚のうちどれか）、背景に現れた人物や建造物などの名前を答える。
- 1カ所削る度に1回解答できる。正解なら、（残った箇所の数＋1）×10ポイントを獲得。

### じわじわシャムロック
- 対戦する2チームから1人ずつが早押しで対戦する。
- 写真が端から少しずつ出てくる、または地球の映像から次第に目的の建造物に近づいていって、何であるかを当てる。

### SOSシャムロック
- 対戦する2チームの代表が「人質」として両側の画面に映っている。
- 残りのメンバーが、答えが複数ある問題に交互に答えていく。正解すると相手チームにCGで「放水」され、画面の下から水で埋まっていく。不正解なら自分のチームに放水される。
- 先に7段階、水に埋まった方が負け（その際、co2が噴射される）。

### ぱくぱくシャムロック
- 2チームの対戦による早押し。両端のパネルにはカメレオンとゾウが映っている。
- 中央のリンゴに物が映し出される。それが問題の条件に当てはまっていると思えばボタンを押して、それを食べる。正解なら得点。不正解の場合、解答権がなくなって、復活するためには早押しボタンをしばらく連打しなければならない。
- 条件に当てはまらないものについてどちらも食べなかった場合、両方に得点。条件に当てはまるものについてどちらも食べなかった場合、両方の解答権がなくなる。

### 脊山はどこでしょう?シャムロック
- オープニングのゲームとして行われた。3人のシャムロックガールズがモニターの下に隠れ、脊山麻理子アナがいるのはどこか答える。
- 正解しようが不正解しようが本編には関係なく、出演者には（シャムロックガールズの）悪ふざけだとつっこまれるありさまだった。

### Finalステージ（特番のみ）
- 予め、7機のUFO（サタデーバリューフィーバー版では、7個の風船）がある状態からクイズ開始。
- モニターに映し出された写真に関する問題が出題されるので、各自筆答で答える。
- 不正解の人数だけ、UFOが隕石によって撃ち落とされる（または風船が割れる）。
- 7機のUFO（7個の風船）が全て撃ち落とされたら終了。

## レギュラー版ルール
- 3人1チームの、2チーム対抗戦。
- 2～3ステージ行い（大抵は、1stステージ「穴埋めシャムロック」・2ndステージ「グラデーションQ」・3rdステージ「スクラッチシャムロック」）、合計ポイントの高かったチームが優勝。
- 優勝チームは、賞品を賭けたスクラッチゲーム「ご褒美シャムロック」に挑戦できる。ただし、放送回によってはご褒美シャムロックが無い場合もある。
  - 6月14日放送分は、岩手・宮城内陸地震のため放送が延期され、7月5日に放送された。
- 7月19日放送分の「シャムロック乙女祭り」では、6人の女性芸能人が協力して、「穴埋めシャムロック」・「三択シャムロック」・「グラデーションQ」・「つながりシャムロック」の全4ステージで2000ポイント到達を目指した。

## 特番ルール（2008年3月放送分）
- 3人1チームの、6チーム対抗戦。
- まずは、A・Bブロック3チームずつに分かれて予選。各ブロックの1位チームは、Finalステージ進出。2位チームは、敗者復活ステージに進み、Finalステージ残り1枠を賭けて争う。3位チームは、敗退決定。
- 敗者復活チームを加えた3チームでFinalステージを行い、優勝チームが賞金100万円獲得。
- クイズは原則、1チームずつ挑む形式となっている。

### ステージ

#### Aブロック
1stステージ「穴埋めシャムロック」
2ndステージ「グラデーションQ」
- この特番では、規定の10問を正解した後も「ボーナスステージ」として、更に問題が出題された。

3rdステージ「タッチDEセレクト」

#### Bブロック
1stステージ「三択シャムロック」
2ndステージ「グラデーションQ」
- Aブロックと同様。

3rdステージ「つながりシャムロック」

#### 敗者復活ステージ「漢字シャムロック」
- 7問出題。より多く正解したチームがFinalステージ進出（同数の場合は延長戦）。

#### Finalステージ (サバイバルシャムロック)
- 7機のUFO全てが撃墜されるまでに答えた問題数が最も多かったチームが優勝。優勝チームは賞金100万円を獲得。

## 特番ルール（2008年10月放送分）
- 男性チームと女性チームの対戦。クイズごとに、挑戦する代表者を選ぶ。
- 各ステージごとに得点の低い方のチームのメンバーの、過去の恥ずかしい映像が放送される。

1stステージ「穴埋めシャムロック」
- ３問間違えるまで答え続ける。

2ndステージ「じわじわシャムロック」
- 10問出題。1問ごとに両チームから代表が1人ずつ出る。5対5になった場合はキャプテンによる延長戦。

3rdステージ「グラデーションQ」
- 両チーム3セットずつ行う。

4thステージ「SOSシャムロック」
- 2問行う。

5thステージ「ぱくぱくシャムロック」
- 1つのテーマで9問ずつ3セット出題。各セットごとに両チームの2人ずつが早押し。

Finalステージ「つながりシャムロック」
- 両チームに2問ずつ出題。

## スタッフ

### サタデーバリューフィーバー版
- 構成：石塚祐介、桜井慎一、大谷裕一、小山賢太郎、高橋秀一
- TM：古井戸博
- SW：高梨正利
- CAM：村上和正
- 照明：内藤晋
- VE：斉藤孝行
- VTR：田口徹
- 音声：太田黒健至
- 美術プロデューサー：林健一
- デザイン：栗原純二
- 大道具：岩瀬充幸
- モニター：城生隆男
- システム：大谷圭一（コマデン）
- CG制作：八島伸行（Y.D.S）
- 音効：高取謙（Thee BLUEBEAT）
- TK：坂本幸子
- デスク：府川麻衣子
- 協力：NiTRo、日テレアート
- AD：渡辺学
- AP：塩崎智晴
- ビジュアルディレクター：佐藤大輔
- ディレクター：小俣猛、守屋茂員
- 企画・演出：上利竜太
- プロデューサー：森実陽三、田中宏史、神尾育代
- 制作協力：オンリー・ワン
- チーフプロデューサー：梅原幹
- 製作著作：日本テレビ

### 全国ネット版
- 構成：石塚祐介、桜井慎一、大谷裕一、小山賢太郎
- TM：古井戸博
- SW：高梨正利
- CAM：村上和正
- 照明：内藤晋
- VE：斉藤孝行
- VTR：田口徹
- 音声：太田黒健至
- 美術プロデューサー：林健一
- デザイン：栗原純二
- 大道具：岩瀬充幸
- モニター：城生隆男
- システム：大谷圭一（コマデン）
- CG制作：八島伸行（Y.D.S）
- 編集：皆吉秀実（読売映像）
- MA：島崎敏晴（読売映像）
- 音効：高取謙（Thee BLUEBEAT）
- TK：坂本幸子
- デスク：府川麻衣子
- 編成：安島隆
- 広報：西室由香里
- 協力：NiTRo、日テレアート
- リサーチ：高橋秀一、青井曽良、笠原泰徳、祐川麻衣子、桜井すぺいし
- AD：鈴木章浩、金堂宏昭、及川愛実
- AP：塩崎智晴、中附智貴
- ビジュアルディレクター：佐藤大輔
- ディレクター：小俣猛、守屋茂員、大輪和孝、高野勝矢、久保木幹雄、小嶋智仁
- 企画・演出：上利竜太
- プロデューサー：田中宏史、鬼頭直孝、天笠ひろ美、神尾育代
- 制作協力：オンリー・ワン、THE WORKS
- チーフプロデューサー：梅原幹→鈴木雅人
- 製作著作：日本テレビ